# Fayez al-Sarraj
Fāyez Muṣṭafā al-Sarrāj (in arabo فائز مصطفى السراج أو فايز السراج‎?; Tripoli, 20 febbraio 1960) è un politico libico, che ha ricoperto le cariche di presidente del Consiglio Presidenziale e primo ministro del Governo di Accordo Nazionale della Libia, formati in seguito all'accordo di pace del 17 dicembre 2015, dal 2016 al 2021.

## Biografia
Al-Sarrāj nasce a Tripoli nel 1960, da un'importante famiglia locale, che possedeva negozi e una grande quantità di terra. Suo padre, Muṣṭafā, ebbe incarichi politici sotto il re Idris.
Ha conseguito una laurea in architettura e urbanistica nel 1982 all'Università di Tripoli. All'inizio della sua carriera, ha lavorato come ingegnere gestionale del progetto nel Fondo di sicurezza sociale e ha lavorato come consulente d'ingegneria ed è stato membro di diverse commissioni specializzate di progettazione opere pubbliche. È stato anche membro fondatore di Tripoli's Engineering Consulting Office.
Durante il governo di Muʿammar Gheddafi, al-Sarrāj ricopre incarichi ministeriali di secondaria importanza. In seguito al rovesciamento di Gheddafi nel 2011, diviene membro di una commissione per il dialogo nazionale. Nel 2014, allo scoppio della seconda guerra civile, viene eletto membro della Camera dei rappresentanti (insediatasi poi a Tobruk) come candidato indipendente in rappresentanza di un collegio di Tripoli.

### Nomina a primo ministro

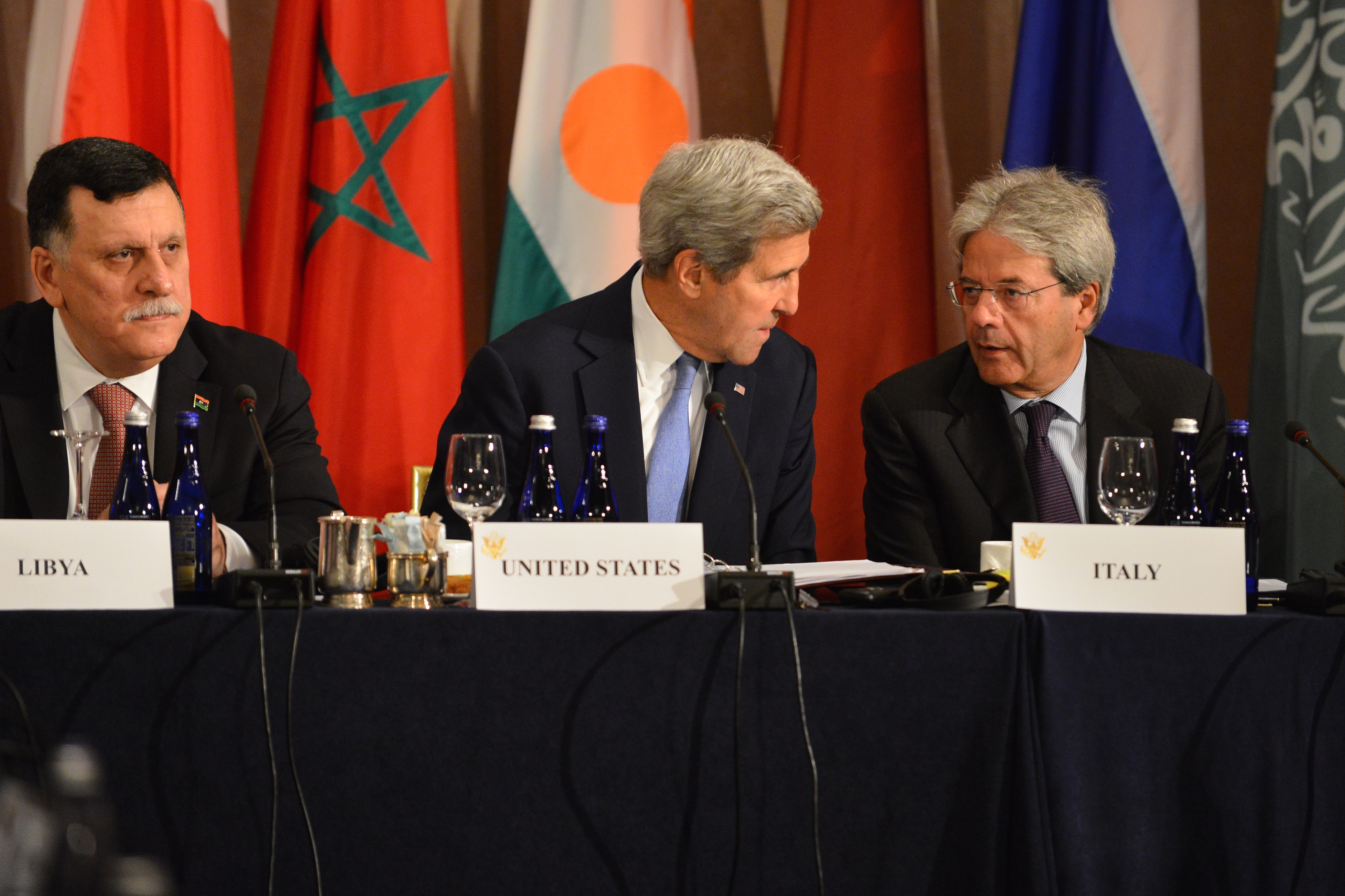
Al-Sarraj, Kerry e Gentiloni

L'8 ottobre 2015, l'inviato speciale dell'ONU Bernardino León, incaricato di favorire la formazione di un governo di unità nazionale per superare la divisione della Libia tra due governi rivali insediati a Tripoli e Tobruk, annuncia che al-Sarrāj sarà nominato primo ministro del nuovo governo di unità nazionale, che dovrà ricevere il voto favorevole dei due parlamenti rivali (la Camera dei rappresentanti di Tobruk e il Nuovo Congresso Nazionale Generale a Tripoli).
Il 17 dicembre 2015, l'accordo di pace (detto LPA, Libyan Political Agreement) per la formazione del governo di unità nazionale negoziato sotto l'egida dell'ONU viene firmato a Skhirat (Marocco) da numerosi membri dei due parlamenti libici, senza però un voto favorevole da parte dei parlamenti stessi, a causa dell'opposizione dei due presidenti Aguila Saleh Issa e Nuri Busahmein.
Fāyez al-Sarrāj viene quindi posto a capo di un Consiglio presidenziale (PC) di nove membri, facente funzione di Capo di Stato, e viene incaricato di formare entro 30 giorni un nuovo governo, riconosciuto dalla comunità internazionale, che ottenga la fiducia della Camera dei rappresentanti di Tobruk e si insedi nuovamente a Tripoli. Il 23 dicembre, il Consiglio di Sicurezza dell'ONU riconosce all'unanimità il futuro governo di unità nazionale come solo governo legittimo della Libia e invita gli Stati membri a rispondere a eventuali richieste di assistenza del nuovo governo per stabilizzare la Libia.

### Struttura della Presidenza di al-Serraj

#### Consiglio Presidenziale
Il Consiglio Presidenziale (in arabo: المجلس الرئاسي) della Libia è un organo formato ai sensi dell'accordo politico libico, firmato il 17 dicembre 2015. Il Consiglio svolge le funzioni di capo di Stato della Libia. L'accordo è stato approvato all'unanimità dal Consiglio di sicurezza delle Nazioni Unite, che ha accolto con favore la formazione del Consiglio di presidenza e ha riconosciuto che il governo di accordo nazionale è l'unico governo esecutivo legittimo della Libia. Il Consiglio presidenziale presiede il Governo di Accordo Nazionale.
Il Consiglio Presidenziale come detto è composto da nove membri e i suoi lavori sono guidati da un presidente sostenuto da cinque vicepresidenti e tre ministri. Qualsiasi decisione presa dal Consiglio deve essere approvata all'unanimità dal suo Presidente e da tutti i suoi vicepresidenti.  Il Consiglio presidenziale agisce collettivamente come comandante supremo delle forze armate, nominando così la leadership militare del paese.
Il Consiglio presidenziale è composto da:
| Membri               | Ruolo           | Inizio del mandato | Fine del mandato | Rappresentanza               |
| -------------------- | --------------- | ------------------ | ---------------- | ---------------------------- |
| Fayez al-Sarraj      | Presidente      | 30 marzo 2016      |                  | GNA                          |
| Musa Al-Koni         | Vice-Presidente | 30 marzo 2016      | 2 gennaio 2017   | Fezzan                       |
| Fathi Al-Majbari     | Vice-Presidente | 30 marzo 2016      |                  | GNA                          |
| Abdulsalam Kajman    | Vice-Presidente | 30 marzo 2016      |                  | Fratellanza Musulmana        |
| Ahmed Maiteeq        | Vice-Presidente | 30 marzo 2016      |                  | Misurata e GNA               |
| Ali Faraj Qatrani    | Vice-Presidente | 30 marzo 2016      | 8 aprile 2019    | Cirenaica / LNA              |
| Omar Al-Aswad        | Ministro        | 30 marzo 2016      |                  | Zintan e Tipolitania         |
| Ahmad Hamza Al-Mahdi | Ministro        | 30 marzo 2016      |                  |                              |
| Mohammed Ammari      | Ministro        | 30 marzo 2016      |                  | Congresso nazionale generale |

#### Governo di Accordo Nazionale
Il governo di accordo nazionale come detto è codificato nell'accordo politico libico (LPA, Libyan Political Agreement) firmato il 17 dicembre 2015 in una conferenza a Shkirat, in Marocco. Questo accordo è stato approvato all'unanimità dal Consiglio di sicurezza delle Nazioni Unite, che ha riconosciuto che il governo di accordo nazionale è l'unico governo legittimo della Libia. L'accordo politico libico conferisce autorità esecutiva al GNA, lasciando al contempo l'autorità legislativa alla Camera dei Rappresentanti come dopo le elezioni del giugno 2014. Istituisce anche l'Alto Consiglio di Stato, un organo consultivo indipendente dal GNA.
Il 19 gennaio 2016, a Tunisi, al-Sarrāj annuncia la formazione di un governo di 32 membri, detto Governo di Accordo Nazionale (GNA). Il 25 gennaio, la Camera dei rappresentanti nega la fiducia al governo, dando mandato a al-Sarrāj di formarne uno nuovo con un numero inferiore di membri. Il 14 febbraio, da Skhirat, al-Sarrāj propone una nuova lista di 18 ministri. L'Italia riconosce il GNA come governo di unità della Libia e Sarraj come capo di esso. In seguito, la marina della Tunisia (in acque tunisine) e quella italiana (in acque libiche) ne scortano la nave a Tripoli il 7 aprile 2016 (un normale arrivo in aeroporto non era infatti considerato sicuro, dato lo scontro tra milizie nell'area).
Gli Stati Uniti, insieme all'Unione europea, sono stati tra i primi a riconoscere il GNA come nuovo governo di unità della Libia. Gli Stati Uniti hanno anche rilasciato una dichiarazione congiunta con l'UE che ha descritto il nuovo organo come "l'unico governo legittimo in Libia". Ciò è avvenuto prima di un'ammissione da parte dell'ex-presidente degli Stati Uniti Barack Obama, nell'aprile 2016, che il "peggior errore" della sua presidenza è stato l'incapacità di prepararsi per le conseguenze del rovesciamento di Gheddafi.
Con il ritiro del riconoscimento della Camera dei Rappresentanti al GNA, alcuni esperti di sicurezza hanno sostenuto che se eventuali modifiche all'Accordo politico libico non soddisferanno le richieste di Khalifa Haftar, è improbabile che il processo di unificazione abbia successo. Data la crescente legittimità di Haftar nel paese, la comunità internazionale ha effettivamente riconosciuto che la sua partecipazione è essenziale per stabilire un governo praticabile in Libia con l'allora segretario agli esteri britannico Boris Johnson che ha sollecitato la sua inclusione in qualsiasi governo in futuro.
Il rifiuto di Haftar di negoziare con al-Sarraj nel febbraio 2017 ha deluso il governo egiziano, che ha sostenuto il suo ruolo di governo della Libia. Il presidente Abdel Fattah al-Sisi ha fortemente insistito per un accordo tra la Camera dei rappresentanti e il GNA al fine di porre fine alla guerra civile e contenere la diffusione del movimento islamista e jihadista che essa ha creato. L'Egitto ha espresso preoccupazione per il fatto che una continuazione del conflitto darà ai gruppi islamici in Libia, come i Fratelli musulmani, una maggiore influenza nel paese.
L'Italia continua a sostenere il governo di Sarraj, riaprendo per prima tra i Paesi occidentali la propria ambasciata a Tripoli il 10 gennaio 2017, dopo due anni dalla chiusura.
Il GNA è composto da:
| Membro                       | Ruolo                                                    | Precedente affiliazione   | Sito Web | Inizio mandato             | Fine mandato    |
| ---------------------------- | -------------------------------------------------------- | ------------------------- | --- | -------------------------- | --------------- |
| Fayez al-Sarraj              | Primo Ministro Ministro della Difesa                     |                           | www.pm.gov.ly.                                                                                               | 5 aprile 2016 6 sett. 2018 |                 |
| Ahmed Maiteeq                | Vice-Primo Ministro                                      |                           | | 30 marzo 2016              |                 |
| Musa Al-Koni                 | Vice-Primo Ministro                                      |                           | | 30 marzo 2016              | 2 gennaio 2017  |
| Fathi Al-Mijabri             | Vice-Primo Ministro                                      |                           | |                            |                 |
| Fakhr Muftah Bufernah        | Ministro delle Finanze                                   |                           | www.mof.gov.ly (archiviato dall'url originale il 5 febbraio 2006).                                           |                            | 30 giugno 2016  |
| Juma Abdullah Drissi         | Ministro della Giustizia                                 |                           | www.aladel.gov.ly.                                                                                           |                            | 30 giugno 2016  |
| Omar Bashir Al-Taher         | Ministro della Sanità                                    |                           | www.health.gov.ly. URL consultato il 20 agosto 2019 (archiviato dall'url originale il 19 maggio 2014).       |                            |                 |
| Al-Aref al-Khoga             | Ministro degli Interni                                   | Alba Libia                | www.moi.gov.ly (archiviato dall'url originale il 20 maggio 2014).                                            | Maggio 2014                | 15 feb. 2018    |
| Abdussalam Ashour            | Ministro degli Interni                                   |                           | www.moi.gov.ly (archiviato dall'url originale il 20 maggio 2014).                                            | 15 feb. 2018               | 7 ottobre 2018  |
| Fathi Bashagha               | Ministro degli Interni                                   |                           | | 7 ottobre 2018             |                 |
| Mohamed Khalifa Al-Azzabi    | Ministro dell'Istruzione                                 |                           | www.edu.gov.ly. URL consultato il 20 agosto 2019 (archiviato dall'url originale il 19 maggio 2014).          |                            |                 |
| Mohamed Taha Siala           | Ministro degli Affari esteri                             |                           | www.foreign.gov.ly. URL consultato il 2 agosto 2020 (archiviato dall'url originale il 4 giugno 2020).        | gennaio 2016               |                 |
| Al-Mahdi Al-Barghathi        | Ministro della Difesa                                    | Camera dei rappresentanti | www.defense.gov.ly. URL consultato il 10 dicembre 2019 (archiviato dall'url originale l'11 agosto 2015).     | gennaio 2016               | 29 luglio 2018  |
| Al-Hadi Al-Taher Al-Juhaimi  | Ministro della Pianificazione                            |                           | www.planning.gov.ly. URL consultato il 1º settembre 2019 (archiviato dall'url originale il 23 gennaio 2019). |                            | 2 gennaio 2016  |
| Faida Mansour El-Shafi       | Ministro degli Affari sociali                            |                           | www.socialaffairs.gov.ly.                                                                                    |                            |                 |
| Abdulmutaleb Ahmed Abu Farwa | Ministro dell'Economia ed Industria                      |                           | www.industry.gov.ly (archiviato dall'url originale il 13 agosto 2006).                                       |                            | 30 giugno 2016  |
| Ali Galma Mohamed            | Ministro del Lavoro                                      |                           | www.labour.gov.ly. URL consultato il 20 agosto 2019 (archiviato dall'url originale il 16 luglio 2012).       |                            | 27 gennaio 2017 |
| Asma Mustafa Usta            | Sottosegretario agli affari delle donne e dello sviluppo |                           | |                            |                 |
| Muhannad Said Younis         | Sottosegretario ai martiri, feriti e scomparsi           |                           | |                            |                 |
| Iman Mohammed Ben Younes     | Sottosegretario per il referendum istituzionale          |                           | |                            |                 |
| Abdeljawad Faraj Al-Obaidi   | Sottosegretario per la riconciliazione nazionale         |                           | |                            | 30 giugno 2016  |
| Yousef Abubakr Jalalah       | Sottosegretario per i migranti                           |                           | |                            |                 |

Il vice primo ministro, Ahmed Maiteeq, è stato in passato per breve tempo primo ministro e nel GNA rappresenta la città di Misurata, che è il più grande sostenitore politico e militare del GNA. Le milizie di Misurata sono state cruciali nella caduta di Gheddafi e hanno preso il comando nella lotta contro l'ISIS a Sirte. Le milizie di Misurata e l'Esercito Nazionale Libico di Haftar sono le due forze militari più rilevanti nel paese.
La Banca Centrale della Libia e la National Oil Corporation (NOC), anch'esse con sede a Tripoli, hanno entrambe promesso lealtà al Consiglio presidenziale del GNA, anche se la NOC ha avuto buoni rapporti di lavoro con Haftar dopo che quest'ultimo aveva sequestrato i porti petroliferi dell'est. Il governo di Tobruk ha istituito la propria Banca Centrale e la propria Oil Corporation, anche se non sono riconosciute a livello internazionale.

#### Supporto militare sul territorio
Sono stati compiuti alcuni sforzi per creare un vero esercito nazionale al servizio del GNA, ma la maggior parte delle forze sotto il comando del governo di Tripoli sono costituite da vari gruppi di milizie, come la Forza di protezione di Tripoli, e fazioni locali da città come Misrata e Zintan.
Il 1º giugno 2017, il GNA ha annunciato la creazione di sette zone militari in tutta la Libia che includono Tripoli, Bengasi, Tobruch, Sabha (Sud), Kufra, Centrale (da Misurata a Zueitina) e Occidentale (ad ovest di Tripoli a Gebel Nefusa). I comandanti di ciascuna zona sono responsabili dell'addestramento e della preparazione delle forze nella loro area e rispondevano al capo di stato maggiore dell'esercito libico. All'epoca non tutti i territori considerati erano sotto il controllo del GNA.
Nell'agosto 2018 sono scoppiati i combattimenti tra i diversi gruppi di Tripoli che erano tutti nominalmente subordinati al ministero della difesa del GNA, costringendo il Primo Ministro Sarraj a convocare altre milizie da diverse città al di fuori della capitale. Un'unità chiamata la 7ª brigata si era ribellata, portando alla sua dissoluzione.
Al 2019, il suo governo può contare sull'aiuto militare di Turchia e Qatar (in prima linea nel sostenere i Fratelli Musulmani) e sull'appoggio di una variegata serie di forze armate composte oltre che dalla già citata Guardia Presidenziale libica (di recente costituzione ed addestrata dai Carabinieri italiani), dalla RADA, dalla Guardia degli impianti petroliferi (PFG), dalla Brigata 301 (composta dall'ex milizia di Misurata), dalla Brigata Abu Salim e dalla Brigata Nawassi (queste ultime finanziate dall'Unione Europea), oltre che da quanto resta della Marina militare libica e dell'Aviazione militare libica che gli è rimasta fedele (dislocata in vari aeroporti del paese ma principalmente in quello di Misurata e che ha recentemente potuto godere del rientro in servizio di alcuni piloti oltre che di piloti mercenari) e dalle Milizie Tuareg, Tebu e Berbere al confine con l'Algeria ed il Niger.
A partire dal 2019 non esiste un esercito o un'aeronautica veramente unificato sotto il comando del Consiglio presidenziale e solo la Marina libica è pienamente operativa sotto il controllo del GNA. Il primo ministro Sarraj è anche il comandante supremo dell'esercito. L'esercito libico è comandato dal Ministero della Difesa della GNA, inizialmente guidato dal colonnello Al-Mahdi Al-Barghathi fino a quando non è stato rimosso a luglio 2018, a quel punto il Primo Ministro della GNA Fayez al-Sarraj ha assunto il ruolo di ministro della difesa. Il capo dello stato maggiore è stato il generale Abdel Rahman al-Taweel, da settembre 2017 fino alla sua rimozione nel febbraio 2019, sostituito dal tenente generale Mohammed al-Shareef.

### Attività di governo del GNA

#### Insediamento del governo a Tripoli
Il 12 marzo 2016, il Consiglio Presidenziale, ancora basato a Tunisi, chiede alla comunità internazionale di interrompere i rapporti con il governo di Tobruk e di riconoscere il governo di Sarraj come il solo legittimo, sulla base del sostegno espresso da un centinaio di deputati della Camera dei rappresentanti, nonostante la mancanza di un voto formale di fiducia da parte del parlamento. Il 14 marzo, il Consiglio di Sicurezza dell'ONU invita gli Stati Membri a cessare il sostegno e i contatti ufficiali con i due governi libici paralleli al governo di accordo nazionale. Prima del suo arrivo iniziale a Tripoli nel marzo 2016, Sarraj è sopravvissuto a due tentativi di omicidio separati.
Il 30 marzo, i membri del governo di unità nazionale arrivano finalmente dalla Tunisia a Tripoli in nave, insediandosi in una base navale vicino al porto, nonostante l'opposizione del primo ministro del governo islamista di Tripoli, Khalifa Ghwell.
Il 1º aprile, il Consiglio dell'Unione europea approva sanzioni contro Aguila Saleh Issa (presidente della Camera dei rappresentanti di Tobruch), Khalifa Ghwell (primo ministro di Tripoli) e Nuri Busahmein (presidente del nuovo GNC di Tripoli), a causa della loro continua opposizione all'implementazione dell'accordo di pace del 17 dicembre 2015 e alla formazione del governo di unità nazionale.
Il 5 aprile, il governo di salvezza nazionale annunciò che si stava dimettendo, "cessando le operazioni" e cedendo il potere al Consiglio presidenziale.
Il governo islamista di Tripoli annuncia così il suo scioglimento (nonostante la smentita, due giorni dopo, da parte di Khalifa Ghwell), e circa 70 membri del Nuovo Congresso Nazionale Generale (GNC) votano per adottare l'accordo di pace del 17 dicembre (LPA) e formare, conformemente ad esso, l'Alto Consiglio di Stato, previsto dall'LPA come camera alta del nuovo parlamento libico, composta dagli ex membri del GNC. Presidente dell'Alto Consiglio di Stato viene eletto il misuratino Abdurrahman Sewehli. Nel corso di aprile, mentre le vecchie autorità e i gruppi armati di Tripoli e della Libia occidentale, che precedentemente sostenevano il Congresso Nazionale Generale, lentamente cedono il potere e dichiarano il loro appoggio al governo di accordo nazionale, la Camera dei Rappresentanti di Tobruch, prevista dall'LPA come camera bassa del nuovo parlamento libico, continua a rimandare l'approvazione del voto di fiducia al governo di accordo nazionale.

#### Lotta contro l'ISIS
La frattura tra ovest ed est del Paese minaccia quindi di non ricomporsi, dal momento che le autorità dell'est del Paese (l'esercito nazionale libico di Haftar e il governo di Tobruch) si pongono in competizione con il governo di accordo nazionale di Tripoli per l'esportazione del petrolio libico e per una nuova offensiva contro l'ISIS a Sirte contro le milizie di Misurata (che hanno dichiarato il loro appoggio al governo di unità nazionale), conquistando la città di Abu Grain, a sud di Misurata, il 5 maggio, ma perdendone nuovamente il controllo dopo due settimane. A fine maggio, la Guardia delle installazioni petrolifere (che ha anch'essa dichiarato il suo sostegno al governo di unità nazionale, distaccandosi dal governo di Tobruch, nonostante fosse stata precedentemente in conflitto con le milizie di Misurata) lancia un'offensiva contro l'ISIS a est di Sirte, riconquistando le città di Ben Giauad e di Nofaliya (prese dall'ISIS a gennaio 2016 e febbraio 2015, rispettivamente). Contemporaneamente, anche le milizie di Misurata, da ovest, passano al contrattacco contro l'ISIS e riescono ad avanzare in profondità verso Sirte, arrivando a soli 15 km dalla città il 29 maggio. Il 4 giugno, viene riconquistato l'aeroporto di al-Ghardabiya a sud di Sirte, preso dall'ISIS a maggio 2015. Il 9 giugno, il PFG riconquista Harawa (presa dall'ISIS un anno prima), mentre le forze di Misurata entrano a Sirte, dando inizio a un lungo assedio delle rimanenti forze dell'ISIS asserragliate nel centro della città. Il repentino successo dell'offensiva contro l'ISIS, che in tre settimane perde quasi tutti i territori libici sotto il suo controllo dopo essere stato all'offensiva fino alla metà di maggio, sorprende gli osservatori internazionali, che elencano una serie di fattori alla base del successo: tra questi, la sopravvalutazione della consistenza numerica, del radicamento territoriale e della solidità finanziaria dell'ISIS in Libia; l'efficace coordinazione tra forze di Misurata e PFG sotto l'egida del Governo di Accordo Nazionale; e l'aiuto di forze speciali occidentali (statunitensi e britanniche).
Il 1º agosto, su richiesta del Governo di Accordo Nazionale, gli Stati Uniti iniziano attacchi aerei contro le posizioni dell'ISIS a Sirte, per aiutare le milizie che sostengono il governo a rompere lo stallo nell'assedio alla città. Si tratta della prima campagna aerea prolungata degli USA contro l'ISIS in Libia, precedentemente colpito da attacchi statunitensi isolati a Derna nel novembre 2015 e a Sabrata nel febbraio 2016. Il 10 agosto, le milizie libiche riconquistano il centro congressi Ouagadougou di Sirte, usato dall'ISIS come suo quartier generale; l'ISIS mantiene tuttavia il controllo di alcuni quartieri residenziali nella città, dove continua a resistere nei mesi seguenti. Il 13 settembre, l'Italia annuncia l'apertura di un ospitale militare a Misurata, con lo schieramento di 300 uomini, tra cui 65 medici e 100 militari di protezione, per fornire assistenza sanitaria alle forze impegnate nella battaglia contro l'ISIS a Sirte. Si tratta del primo schieramento ufficiale di truppe occidentali (escluse le forze speciali) in Libia dall'inizio della seconda guerra civile.
Il 6 dicembre, le forze leali al GNA annunciano di aver completato la riconquista di Sirte, dopo aver sconfitto gli ultimi combattenti dell'ISIS. Di conseguenza, l'ISIS non controlla più alcun territorio in Libia, sebbene numerosi combattenti, abbandonata Sirte, rimangano attivi nel Paese: il 19 gennaio 2017, gli USA bombardano nuovamente un campo dell'ISIS nei pressi di Sirte.

#### Debolezza del GNA
Nonostante i successi ottenuti nell'offensiva contro l'ISIS a Sirte, il Governo di Accordo Nazionale di Sarraj non riesce a rafforzare la propria autorità, a causa della perdurante crisi economica e del mancato appoggio al suo governo da parte del generale Haftar. Il 22 agosto 2016, la Camera dei Rappresentanti a Tobruch nega la fiducia al Governo di Accordo Nazionale, per la seconda volta dopo il voto del gennaio precedente.
L'11 settembre, l'Esercito Nazionale Libico (LNA) di Haftar lancia un attacco improvviso contro quattro porti della mezzaluna petrolifera (Sidra, Ras Lanuf, Brega e Zueitina), sottraendone il controllo alla Guardia degli impianti petroliferi (PFG), che si ritira opponendo scarsa resistenza. Si tratta del primo scontro su larga scala tra Haftar e le forze allineate al Governo di Accordo Nazionale (con cui la PFG aveva stipulato in luglio un accordo per riaprire i porti così da permettere al GNA di riprendere le esportazioni di petrolio). Tuttavia, nonostante il rischio di escalation, nelle settimane seguenti alla presa dei porti Haftar stringe a sua volta un accordo con la National Oil Corporation di Tripoli per riprendere le esportazioni di petrolio, e il 21 settembre le esportazioni di petrolio da Ras Lanuf riprendono per la prima volta dal novembre 2014, con la partenza di una petroliera verso l'Italia. Haftar approfitta del momento a lui favorevole per spingersi verso ovest: il 18 settembre la PFG lancia un contrattacco per riprendere i porti di Sidra e Ras Lanuf, ma viene respinta dall'LNA, che sfrutta l'occasione per catturare anche Ben Giauad; il 21 settembre, l'LNA occupa anche Harawa.
Il 7 dicembre, l'LNA di Haftar respinge una nuova offensiva contro la mezzaluna petrolifera da parte di milizie islamiste (il "Consiglio consultivo dei rivoluzionari di Bengasi" e le "Brigate di Difesa di Bengasi") e forze leali a Jadran e al Ministro della Difesa del GNA Barghathi (nonostante il GNA stesso prenda le distanze dall'offensiva). L'LNA compie ripetuti bombardamenti contro la città di Bengasi, nei quartieri costieri di Suq Al-Hut ed al-Sabri, costringendo il gruppo terroristico Wilayat Barqa, insediatovisi nel 2014 come ramo libico dell'ISIS, a lasciare la città.
Il 21 gennaio un'autobomba esplode vicino all'ambasciata italiana appena riaperta. La "Forza Speciale di Deterrenza (RADA)", milizia di Tripoli leale al GNA, accusa l'LNA di Haftar di essere responsabile.
Il 3 marzo 2017 le "Brigate di difesa di Bengasi" e la Guardia degli impianti petroliferi (PFG) di Ibrahim Jadhran riprendono il controllo dei porti di Sidra e Ras Lanuf, nel golfo di Sirte, avanzando verso Giofra e mettendo l'LNA in ritirata a El Agheila. La ribellione sarebbe sostenuta da Turchia e Qatar, a seguito di ripetuti rifiuti del generale Haftar di riconoscere il governo di Fayez al-Sarraj. Giunge sul campo anche la coalizione del GNA "al-Bunyan al-Marsus", assieme a milizie di Misurata, milizie Tebu e della tribù Warshefana. Secondo alcune fonti, il Ministro della Difesa di Tripoli, Mahdi al-Barghati, si sarebbe coordinato con i ribelli, e due membri del Consiglio Presidenziale, Abdulsalam Kajman e Mohamed al-Amari, avrebbero elogiato le milizie ribelli di Bengasi. Il Consiglio Presidenziale emana tuttavia un comunicato ufficiale di condanna dell'attacco e nega ogni relazione con i ribelli.
Il Consiglio Presidenziale del GNA invia a Ras Lanuf e Brega la propria Guardia delle installazioni petrolifere, comandata da Idris Abu Khamada (nominato dal premier Ali Zeidan nel 2013), con il compito di proteggere gli impianti e assicurare la continuità della produzione di petrolio. Sembra che Abu Khamada si coordini con Ibrahim Jadhran e con le "Milizie di difesa di Bengasi", che gli consentono di operare a Ras Lanuf.
La Camera dei Rappresentanti di Tobruch, condannando la collaborazione tra il GNA e le "Milizie di difesa di Bengasi", ritenute legate ad al-Qaeda, delibera, con 38 voti a favore su 56, di ritirare il proprio riconoscimento al Consiglio Presidenziale e di porre fine ai negoziati di pace.  Tuttavia 75 suoi deputati esprimono una dichiarazione a sostegno del GNA, e 30 di essi si riuniscono ad esso nell'hotel Bab al-Bahr di Tripoli. Ibrahim Jadhran viene arrestato a Nalut, di ritorno dalla Turchia, mentre cerca di tornare al comando delle proprie milizie.
Nonostante il governo di Tripoli abbia tentato di porre una no-fly zone sugli impianti, proseguono i bombardamenti dell'LNA, che con una successiva operazione di terra riprende il controllo di Sidra e Ras Lanuf il 14 marzo. La situazione sul campo torna quella precedente l'attacco dei ribelli, ma con le relazioni politiche tra i due governi rivali gravemente deteriorate.
La vittoria del governo di Tobruch nel golfo di Sirte ha ripercussioni anche a Tripoli, dove gli scontri tra milizie si propagano dai quartieri meridionali prossimi all'aeroporto anche nel resto della città. Il 14 marzo le milizie leali al GNA, cioè la "Brigata dei Rivoluzionari di Tripoli" comandata da Haithem Tajuri, la "Forza di sicurezza di Abu Salim" comandata da Abdel Ghani Kikli, e la "Forza Speciale di Deterrenza (RADA)"  comandata da Abdel Rauf Kara, si scontrano con la milizia berbera "Forze Mobili" nel quartiere occidentale Hay al-Andalus e con la LNG leale a Ghwell nel quartiere centrale Bab Ben Gashir. Il giorno seguente, il Consiglio Presidenziale del GNA ordina alle proprie milizie di proseguire l'offensiva cacciando le milizie ribelli dalla città, ma esse si rifiutano di farlo per "garantire la sicurezza dei cittadini di Tripoli". Il 17 marzo un'ampia manifestazione popolare nella Piazza dei Martiri di Tripoli chiede l'intervento dell'LNA e l'espulsione da Tripoli di tutte le milizie, ma viene dispersa da miliziani armati. Il fatto viene condannato da Consiglio Presidenziale, ma i deputati di Misurata, favorevoli alle milizie, sospndono i rapporti con esso. Il 20 marzo Salah Badi a capo del gruppo armato "Rivoluzionari di Misurata", tenta di prendere il controllo della capitale. Il 23 marzo il colonnello Ibrahim Ben Rajab, ponendosi a capo di un "Consiglio militare di Misurata", tenta di sciogliere il Consiglio municipale.
Nel frattempo il 18 marzo l'LNA libera il quartiere Ganfuda di Bengasi dagli ultimi miliziani del Consiglio della Shura, che fuggono però a nord asserragliandosi nel quartiere as-Sabri. Durante l'attacco, sono documentati abusi sui prigionieri e le loro famiglie, suscitando la condanna dell'inviato dell'ONU Martin Kobler, a cui l'LNA assicura di avviare un'indagine.

#### In lotta contro Ghwell
Oltre che dallo schieramento di Tobruch a est, il Governo di Accordo Nazionale è insidiato anche a Tripoli dall'ex premier tripolino Khalifa Ghwell, che il 14 ottobre tenta un golpe occupando con alcune milizie l'hotel usato dall'Alto Consiglio di Stato.
Dall'istituzione del governo di accordo nazionale nel 2016 sono continuati gli scontri tra diverse fazioni di Tripoli nominalmente fedeli al nuovo governo di unità sostenuto dalle Nazioni Unite. Khalifa Ghwell proclamò la creazione di un nuovo governo costituito dall'ex Congresso nazionale generale. Elementi della Guardia presidenziale disertarono e si ribellarono a Tripoli e proclamando l'alleanza con il Governo di Salvezza Nazionale, presero il palazzo del Consiglio di Stato e annunciarono il ritorno del governo Ghawil Quindi vi furono combattimenti tra i lealisti di Sarraj e le milizie di Ghawil.
Il 12 gennaio 2017, le milizie leali al GNS di Khalifa Ghwell, composto dai membri islamisti dell'ex Congresso Generale eletto nel 2012, tentano di occupare la sede del Ministero della Difesa a Tripoli.
Il 9 febbraio 2017, per contrapporsi alla Guardia Presidenziale del GNA, le milizie leali al GNS di Khalifa Ghwell si riuniscono a Tripoli nella "Guardia Nazionale Libica" (LNG), sotto il comando del colonnello Mahmud al-Zigal. Il GNA dichiara illegale tale formazione, composta principalmente da milizie di Misurata che avevano fatto parte già della coalizione "Alba libica" (come la "Brigata al-Marsa" comandata da Salah Badi, e la "Brigata Sherikhan"), nonché da milizie berbere delle città di Khoms, Zliten, Msallata, Sabrata, Surman, Ubari, Jumayl, Zauiya e Garian.  La LNG si stabilisce nel quartiere meridionale Salahadin, mentre la milizia "Salah al-Burki" nel limitrofo Abu Salim. L'11 febbraio la milizia leale al GNA "Battaglione dei Rivoluzionari di Tripoli" comandata da Haithem Tajuri si scontra con la milizia della LNG "Brigata Sherikhan" nel quartiere Salahadin; il 24 febbraio si scontra con la milizia "Salah al-Burki" nel quartiere Abu Salim.
Il 16 febbraio Khalifa Ghwell presiede, assieme a deputati del Nuovo Congresso Nazionale Generale legati ai Fratelli Musulmani, la cerimonia di riapertura dell'Aeroporto di Tripoli, distrutto nel 2014 da Alba libica, venendo scortato dalla LNG del colonnello Zigal, composta anche da coloro che avevano partecipato alla sua distruzione. Il 20 febbraio, Fayez al-Sarraj e Abdurrahman Sewehli sopravvivono a un attentato nella loro automobile.
Il 12 marzo, le milizie di Misurata "Brigata al-Marsa" di Salah Badi e "Brigata Sherikhan", le milizie islamiste "Salah al-Burki", di Khalif al-Sherif e di Abu Obeida al-Zawi, la milizia berbera "Forze Mobili" di Janzur e la milizia di Tarhuna Brigata al-Kani danno vita a un'altra formazione militare indipendente, detta "Fakhr Libya" (Orgoglio libico), che riprende il controllo dei quartieri meridionali di Tripoli Khala-Furjan e Salahadin e dell'Aeroporto Internazionale.
Il 21 maggio il "Consiglio militare di Misurata", contrapponendosi al Consiglio municipale, dichiara al canale televisivo Tanaseh, del Gran Mufti Sadiq al-Ghariani, il proprio appoggio al GNS di Khalifa Ghwell ed al Nuovo Congresso Nazionale Generale, accusando il GNA di tradimento e di servire interessi stranieri.
Il 26 maggio vi sono scontri nei quartieri Abu Salim, Hadba e Hay Dimashq di Tripoli tra la "Brigata al-Marsa" di Salah Badi, leale al GNS, che tenta di occupare la sede del GNA nell'Hotel Rixos al-Nasr, e le milizie leali al GNA, che respingono l'attacco. Il 27 maggio la milizia di Tajuri, leale al GNA, riconquista ai ribelli i quartieri Salahadin e al-Hadba, lasciando sul campo 50 morti. Il 28 maggio le milizie ribelli sono costrette a lasciare la capitale, ritirandosi a Garian, Sabrata e Tarhuna e la VII brigata della Guardia Presidenziale (brigata Al-Kani) di Tarhuna, prese il controllo dell'aeroporto internazionale di Tripoli come milizia neutrale dopo che le milizie di Misurata leali a Khalifa Ghwell si furono ritirate a seguito di due giorni di combattimenti. Il giorno seguente la città di Tripoli era interamente sotto controllo delle milizie leali al GNA, mentre tutte le milizie leali al GNS si erano ritirate a seguito degli scontri.
Le forze leali al GNA avevano ricatturato il complesso del Palazzo degli ospiti e l'hotel Rixos. Il canale Tanaseh fu spento mentre fu anche riferito da uno dei suoi aiutanti che Khalifa Al-Ghawil era stato ferito nei combattimenti. Un accordo richiese il ritiro di tutti i gruppi armati da Tripoli in 30 giorni.

#### Politica internazionale
Nel tentativo di rendere più efficace il governo, nel corso del 2017 sono emerse relazioni per un accordo di ristrutturazione del Governo di Accordo Nazionale e l'Accordo LPA. Il 25 luglio 2017 Al-Sarraj si è incontrato con il generale Khalifa Haftar a Parigi al fine di raggiungere un accordo sul futuro del paese e sulle nuove elezioni. L'incontro si è replicato, sempre nella capitale francese, il 29 maggio 2018 stabilendo le nuove elezioni per il 10 dicembre dello stesso anno nonostante il successivo parere contrario del Consiglio di Sicurezza ONU.
Il 5 luglio 2018 sotto il governo di Al-Sarraj sono stati avviati i lavori della Mellitah Oil & Gas, società operativa compartecipata paritariamente da Eni e National Oil Corporation (NOC). La quale ha avviato produzione dal primo pozzo del progetto offshore Bahr Essalam Fase 2.
Sempre nel luglio 2018, la Libia ha respinto il piano dell'Unione europea volto a fermare la migrazione dalla Libia. Tuttavia il Governo di Accordo Nazionale ha collaborato con il governo italiano per la ricostruzione della guardia costiera libica (anche tramite cessioni di motovedette dalla Capitaneria di porto italiana a quella libica) al fine di limitare il fenomeno migratorio e contrastare i trafficanti di migranti. Il 13 settembre 2018 il governo guidato da Al-Serraj ha varato il nuovo piano di rilancio dell'economia libica.

#### I preparativi per nuove elezioni
Il 17 dicembre 2017, a due anni dagli accordi di Skhirat, il generale Haftar li dichiara superati e concluso il mandato del premier Sarraj.
In vista delle elezioni, il GNA cerca di incrementare la propria presenza, anche militare, nel Fezzan, da cui le milizie di Misurata si sono ritirate dalla metà dell'anno precedente. L'Italia invia una propria missione a Ghat, in sostegno del GNA, per il controllo delle frontiere del Fezzan, regione interessata dai traffici di migranti diretti alle proprie coste, nonché sede di importanti giacimenti di idrocarburi. Il GNA stringe accordi con la tribù araba degli Uled Suleymani, che il 22 febbraio si scontrano a Sebha con i Tebu, in quel momento partigiani invece di Haftar.
Il 28 marzo, le milizie di Misurata e di Zintan firmano un accordo di riconciliazione..
Il 29 maggio le diverse fazioni, riunite a Parigi, annunciano la data delle elezioni presidenziali e legislative per il giorno 10 dicembre 2018.
A giugno scoppiano nuovi combattimenti nel golfo di Sirte tra la Guardia delle installazioni petrolifere e l'Esercito Nazionale Libico.
Il 29 giugno il generale Haftar annuncia la liberazione di Derna, ultima città della Cirenaica ancora in mano agli islamisti.
L'attività italiana nel Fezzan a fianco del GNA suscita la contrarietà del governo di Tobruch ad un'eventuale base militare italiana a Ghat. L'ambasciatore italiano a Tripoli, in un'intervista del 13 agosto, esprime perplessità circa il termine delle elezioni, ritenendolo troppo ravvicinato per creare le condizioni adatte al voto, suscitando gravi proteste di piazza e l'accusa di ingerenza nella sovranità libica da parte del governo di Tobruch, che lo dichiara "persona non gradita", inducendolo a fare ritorno in Italia.
Il 27 agosto la milizia della città di Tarhuna, a sud di Tripoli, denominata "VII Brigata" e comandata da Abdel Rahim Al-Kani, rompendo una precedente tregua col GNA, invade la capitale, attaccando le milizie cittadine leali al governo e cercando di prendere il potere nella capitale, causando 26 morti e 75 feriti. I combattimenti proseguono nei giorni seguenti ed il 2 settembre il GNA annuncia lo stato di emergenza. Il 4 settembre si arriva al cessate il fuoco, con un bilancio di 61 morti e 159 feriti, ma si combatte ancora il 10 settembre per il controllo della sede locale della compagnia petrolifera "NOC", e la notte successiva per l'aeroporto "Mitiga"; e ancora il 17 settembre. Secondo alcuni analisti, gli scontri sarebbero collegati alla decisione del governo di Tobruch, appoggiato dalla Francia, di accelerare il processo elettorale. Il Ministro degli Esteri italiano Moavero Milanesi dichiara che "l'ambasciata italiana a Tripoli resta aperta e operativa, resta sul posto personale sufficiente", ma trattiene ancora l'ambasciatore per motivi di "sicurezza e incolumità personale".
Il 13 settembre, la Camera dei rappresentanti di Tobruch approva la legge elettorale, nel tentativo di mantenere la road map per le elezioni.
Nei mesi seguenti l'Italia non invia alcun aiuto ai Tuareg del Fezzan, mentre intavola trattative per una conferenza per la Libia a Palermo il 12-13 novembre, che tuttavia non conducono a un accordo sull’unificazione delle Forze armate libiche, per il rifiuto del generale Haftar sulla futura sottomissione dell'esercito all'esecutivo civile.
Il 9 novembre, l'inviato dell'ONU per la Libia, Ghassan Salamé, annuncia un aggiornamento della road map, prevedendo lo slittamento delle elezioni al 2019, a causa del permanere di instabilità a Tripoli, e in vista di esse un piano per la formazione di una forza di sicurezza istituzionale a Tripoli, che sostituisca progressivamente le milizie nel controllo del territorio, e la convocazione di una conferenza nazionale di tutte le realtà politiche della Libia, incluse le tribù del sud.
Il 28 febbraio 2019, in un incontro tenutosi ad Abu Dhabi tra il Governo di al-Sarraj e quello parallelo di Tobruch, le due parti concludono un accordo per tenere le elezioni generali.
Il GNA tenta di allargare il proprio controllo del territorio verso il sud, alleandosi con la milizia Tuareg Esercito del Fezzan, guidata da Ali Kanna, ex Gheddafiano, promettendo interventi di sostegno al territorio ed ottenendo in cambio la riapertura degli impianti petroliferi di Sharara, dopo oltre un mese di chiusura. Anche il governo di Tobruch intraprende una campagna militare per la conquista del Sud, con l'obiettivo dichiarato di contrastare infiltrazioni di milizie Tebu collegate a gruppi terroristici ciadiani, avanzando verso il sud-ovest in vista della principale città della regione, Sebha, negli ultimi anni crocevia di ogni sorta di traffici illeciti, da quelli dei migranti alle armi e alla droga. L'LNA arriva a Sebha il 18 dicembre, giungendo a conquistare la città alla fine del mese di gennaio.

#### In lotta contro Haftar
Haftar ha continuato costantemente a guadagnare potere in Libia a seguito del lancio della sua campagna militare vittoriosa contro i gruppi jihadisti e islamisti in Libia nel 2014 ed il riuscito sequestro di quattro terminali petroliferi sottratti alla PFG nella Libia orientale che hanno aumentato la produzione petrolifera del paese sotto il suo controllo.
A differenza dei suoi avversari del GNA che hanno costantemente perso legittimità, Haftar mantiene una grande e crescente influenza sul paese, specialmente in Cirenaica, godendo anche del supporto del vicino Egitto.
La liberazione di Bengasi rafforza il peso del maresciallo Haftar nella risoluzione del conflitto in Libia, anche a confronto delle difficoltà di al-Sarraj in Tripolitania. Anche la crisi che interessa la comunità musulmana internazionale, opponendo il Consiglio di cooperazione del Golfo al Qatar, accusato di finanziare gruppi terroristici, contribuisce a rafforzare la posizione del generale Haftar, visto come argine all'islamismo. La Camera dei Rappresentanti di Tobruch ha pubblicato una lista di 75 persone indicate come destinatarie dei finanziamenti qatarini al terrorismo, alcune delle quali legate al governo di Tripoli, come Mohamed Sowan, segretario del Partito della Giustizia e dello Sviluppo (affiliato ai Fratelli Musulmani), e Abdurrahman Sewehli, presidente dell'Alto Consiglio di Stato.
A partire dal vertice di Abu Dhabi del 2 maggio 2017, cresce il consenso internazionale a favore di un ruolo istituzionale del generale Haftar nella risoluzione della crisi, accanto al debole Governo di Accordo Nazionale di al-Sarraj.
Dopo la conquista di Sebha, la campagna militare dell'LNA si dirige verso ovest in direzione di Ubari, e verso il confine meridionale scontrandosi con gruppi Tebu provenienti dal Ciad. Il campo petrolifero di Sharara viene conquistato il 6 febbraio 2018.
L'avanzata dell'LNA nel Sud è denunciata dal GNA, parlando di crimini contro l'umanità, e dai Tebu, asserendo che l'LNA porrebbe in atto un'epurazione etnica ai danni della popolazione libica di tale etnia, cercando di cacciare i Tebu verso il confinante Ciad. I deputati Tebu presenti alla Camera dei Rappresentanti protestano contro tale operazione militare. L'operazione del governo di Tobruch è condotta in coordinamento con i governi di Francia e Ciad: negli stessi giorni, infatti, l'aviazione francese di stanza in Ciad bombarda ripetutamente le colonne di milizie Tebu in fuga verso il Ciad, nel deserto dell'Ennedi, distruggendo una ventina di veicoli pick-up e consentendo all'esercito ciadiano l'arresto di 250 miliziani Tebu, ritenuti dal governo ciadiano "terroristi" del gruppo "Unione delle forze della resistenza", contrario al presidente del Ciad Deby.
Nelle settimane seguenti l'LNA avanza ulteriormente nel sud-ovest prendendo possesso del campo petrolifero di El Feel, nonché verso il confine sud, dove si verificano scontri armati con milizie Tebu indipendenti o collegate al Ciad per la conquista della città meridionale di Murzuch.
Nel settembre del 2018 a seguito dell'attacco a Tripoli da parte di forze riconducibili alla Settima Brigata fedele al generale Haftar ed al governo di Tobruk, Al-Sarraj ha proclamato lo stato di emergenza. Queste forze si sono spinte dentro la capitale fino al Palazzo Presidenziale presidiato dalla Guardia Presidenziale. Successivamente è stato raggiunto un cessate il fuoco.
Il 4 aprile le milizie del governo di Tobruch hanno cominciato la marcia verso Tripoli, prendendo il controllo di Gharian, 100 km a sud di Tripoli ed avanzando fino a cingere d'assedio la capitale, raggiungendone la periferia sud e l'aeroporto Mitiga. Il governo di Serraj ha risposto all'attacco bombardando l'esercito nemico, mentre l'ONU ha chiesto senza successo un cessate il fuoco di entrambe le parti.
L'operazione militare di Haftar, che secondo alcuni analisti era volta a partecipare con una posizione di vantaggio alla conferenza nazionale di unificazione della Libia prevista per il 14 aprile, non ha avuto il successo sperato, ma ha aperto una fase di stallo tra i due governi rivali, già definita da molti come l'inizio di una terza guerra civile libica, mentre l'ONU ha rinviato a data da destinarsi la conferenza nazionale.
L'offensiva di Haftar per la conquista di Tripoli ha ricompattato il fronte fra le milizie di Misurata e al-Serraj ed ha costretto quest'ultimo a rispondere lanciando l'Operazione Vulcano di Rabbia. Il 6 aprile 2019 è stata costituita una sala operativa congiunta per coordinare le forze militari in risposta all'attacco comprendente i capi delle zone militari centrali e di Tripoli, la forza antiterrorismo e rappresentanti della Guardia Presidenziale e dell'Ufficio di intelligence militare e coordinata dal generale comandante della zona militare occidentale Osama al-Juwaili già ministro della difesa di Abdel Rahim el-Kib e capo del consiglio militare di Zintan.
Nel frattempo entrambi i leader dei governi libici rivali prendono parte a incontri diplomatici internazionali per la risoluzione della crisi: la Francia, che il 10 aprile aveva bloccato una risoluzione dell'UE di condanna dell'attacco dell'LNA, sostiene le parti del governo di Tobruch, verso il quale sembra convergere in seguito anche la diplomazia statunitense, in precedenza sostenitrice del GNA.
Grazie al miglior coordinamento l'esercito del GNA ha respinto le truppe del LNA arretrando la linea del fronte, fino ad occupare il 26 giugno l'importante città strategica di Garian, dalla quale Haftar organizzava il proprio attacco a Tripoli. Per impedire i rifornimenti di armi dalla Turchia all'esercito di Sarraj (in violazione dell'embargo internazionale), Haftar ha ordinato di boicottare le compagnie turche operanti in Libia e di attaccare navi o aerei provenienti dalla Turchia.